# Senaspis elliottii
Senaspis elliottii är en tvåvingeart som beskrevs av Austen 1909. Senaspis elliottii ingår i släktet Senaspis och familjen blomflugor. Inga underarter finns listade i Catalogue of Life.